# Mercedes (entreprise)
Pour l’article homonyme, voir Mercedes.
Mercedes (en allemand : [mɛɐ̯ˈtseːdəs]) est une marque créée à l'origine par la Daimler-Motoren-Gesellschaft (DMG) et utilisée pour la première fois dans le modèle de 35 ch commercialisé par l'entreprise en 1901. La DMG a commencé à se développer en 1900, après la mort de son cofondateur, Gottlieb Daimler. Bien que le nom n'ait été déposé en tant que nom commercial que le 23 juin 1902 et qu'il n'ait été enregistré légalement que le 26 septembre, le nom de la marque a finalement été appliqué à un modèle d'automobile construit par Wilhelm Maybach selon les spécifications d'Emil Jellinek. Ce véhicule lui a été livré le 22 décembre 1900.
Selon le contrat de Jellinek, le nouveau modèle contenait un moteur de conception nouvelle appelé « Daimler-Mercedes ». Ce nom de moteur est le premier exemple d'utilisation du nom Mercedes par DMG. Le modèle de voiture sera plus tard appelé Mercedes 35 hp. Lorsque DMG fusionne avec Benz & Cie pour former "Daimler-Benz" en 1926, la nouvelle société devient propriétaire de la marque Mercedes.

## Vue d'ensemble
Emil Jellinek était un diplomate juif autrichien établi à Nice qui dirigeait une entreprise rentable de vente de voitures et qui, en tant que passionné de course automobile, avait participé à des courses de voitures DMG sous le pseudonyme de « Mercédès », du nom de sa fille, Mercédès Jellinek. Plus tard, il a passé un contrat avec DMG pour une petite série de voitures de sport dédiées contenant un moteur qui portait officiellement le nom de sa fille. Il les fait courir avec beaucoup de succès, ce qui lui vaut une reconnaissance qui accroît l'intérêt des clients et permet à Jellinek d'entrer au conseil d'administration de DMG. Ce modèle constitue une avancée significative dans l'histoire de l'automobile. Le modèle a été mis en vente en 1901 sous le nom de Mercedes 35 ch et, en raison de son succès, DMG a commencé à appliquer le nom à d'autres modèles tels que la Mercedes 8/11 ch et la Mercedes 40 ch Simplex. Jellinek semble avoir été obsédé par le nom et a même fait changer son nom en Jellinek-Mercedes. Maybach quitte DMG en 1907 et crée sa propre entreprise.
Le nom Mercedes a ensuite été utilisé pour représenter DMG dans une autre nouvelle marque, Mercedes-Benz. Celle-ci a été créée en 1926 et appliquée à tous les véhicules produits par la nouvelle société, Daimler-Benz AG, issue de la fusion de Benz & Cie. et de Daimler Motoren Gesellschaft cette année-là. Le nom de Carl Benz a été conservé dans la nouvelle marque, mais comme DMG avait vendu des licences exclusives à des sociétés étrangères, elle ne pouvait pas utiliser légalement le nom de son fondateur, Daimler, dans tous les pays et a décidé d'utiliser le nom de son modèle le plus populaire.

## Histoire de la gamme Mercedes
Mercedes était une marque de la Daimler Motoren Gesellschaft (DMG) qui a commencé à se développer en 1901, après la mort de son cofondateur, Gottlieb Daimler.
Le 30 mars 1900, quelques semaines après la mort de Gottlieb Daimler, Wilhelm Bauer décide spontanément de participer à la course de côte Nice-La Turbie, mais s'écrase mortellement après avoir heurté un rocher dans le premier virage tout en évitant les spectateurs. DMG abandonne alors la course.
Emil Jellinek conclut néanmoins un accord avec DMG le 2 avril 1900 en promettant la somme importante de 550 000 Goldmark si Wilhelm Maybach conçoit pour lui une voiture de sport révolutionnaire, qui s'appellera plus tard la Mercedes 35 ch, et dont 36 exemplaires devront être livrés avant le 15 octobre. Le contrat comprenait également une commande de 36 voitures DMG 8 ch de série. Jellinek devient rapidement membre du conseil d'administration de DMG et obtient la concession exclusive du modèle - qui deviendra la nouvelle Mercedes 35 ch - pour la France, l'Autriche, la Hongrie, la Belgique et les États-Unis d'Amérique. La première voiture n'est toutefois livrée à Jellinek que le 22 décembre.
Jellinek a établi un cahier des charges strict pour le nouveau modèle en déclarant : « Je ne veux pas d'une voiture pour aujourd'hui ou pour demain, ce sera la voiture d'après-demain ». Il a défini de nombreux nouveaux paramètres pour résoudre les problèmes rencontrés par les « voitures sans chevaux » mal conçues de l'époque, qui rendaient les automobiles inadaptées aux vitesses élevées et risquaient de se renverser :
- Empattement long et voie large pour assurer la stabilité.
- Moteur mieux positionné sur le châssis de la voiture
- Centre de gravité plus bas
- Allumage électrique grâce au nouveau système Bosch (au lieu d'un tube à incandescence chauffé au gaz)

Un nouveau moteur, développé pour le modèle, sera appelé officiellement moteur Daimler-Mercedes, ce que le président de DMG accepte volontiers car cela permet de résoudre le problème du nom Daimler en France, propriété de Panhard & Levassor.
Au cours des mois suivants, Jellinek supervise le développement de la nouvelle voiture, d'abord par télégrammes quotidiens, puis en se rendant à Stuttgart. Il prend livraison de la première voiture le 22 décembre 1900, à la gare de Nice - elle a déjà été vendue au baron Henri de Rothschild, qui a également participé à des courses automobiles à Nice.
En 1901, la voiture étonne le monde de l'automobile. Jellinek remporte à nouveau les courses de Nice, battant facilement ses adversaires dans toutes les catégories de cylindrée et atteignant 60 km/h. Le directeur de l'Automobile Club de France, Paul Meyan, déclare : « Nous sommes entrés dans l'ère Mercedes », un sentiment repris par les journaux du monde entier.
Les records établis par le nouveau modèle Mercedes 35 ch stupéfient le monde de l'automobile. Les ventes de DMG explosent, l'usine de Stuttgart tourne à plein régime et DMG consolide son avenir en tant que constructeur automobile, et non plus seulement en tant que fabricant de moteurs et d'automobiles. Le nombre d'employés augmente régulièrement, passant de 340 en 1900 à 2 200 en 1904.
Mercedes n'a été déposée comme nom commercial pour les modèles d'automobiles DMG que le 23 juin 1902, mais l'entreprise a rapidement décidé d'utiliser le nom comme nom commercial pour l'ensemble de sa gamme de modèles automobiles et l'a officiellement enregistré le 26 septembre 1902.